# Mecynodes stereotypus
Mecynodes stereotypus är en skalbaggsart som beskrevs av Koshantschikov 1894. Mecynodes stereotypus ingår i släktet Mecynodes och familjen Aphodiidae. Inga underarter finns listade i Catalogue of Life.